# Samsung Galaxy Mini
Samsung Galaxy Mini är en enklare modell ur Samsungs Galaxy-serie.